# Salve Regina (Scarlatti, V)

Le cinquième Salve Regina en fa mineur, du compositeur italien Alessandro Scarlatti est une antiphonie mariale, écrite sur l'antienne catholique. L'œuvre est conçue pour deux voix (SA), cordes et basse continue,. Sa durée est d'environ 16 minutes.
L'attribution à Scarlatti est douteuse, mais encore de nos jours paraissent des partitions et des disques où figure son nom. Stylistiquement, un certain nombre d'éléments ne se rencontrent pas dans les quatre autres œuvres homonymes du compositeur : usage limité du contrepoint, cadences rompues fréquentes, usage systématique des nuances. Poensgen et d'autres musicologues estiment qu'il pourrait s'agir d'une esquisse précédant le Stabat Mater de Pergolèse. Dans le cas contraire, l'œuvre qui ne peut appartenir qu'à la dernière période du compositeur et pourrait être une des premières aux tournures du style « pré-galant ».

## Structure
- Salve Regina (SA), Lento e flebile, 
 en fa mineur
- Ad te clamamus (S), Allegro, 
 en ut mineur
- Ad te suspiramus (SSA), Largo, 
 en solmineur
- Eja ergo (A), Allegro, 
 en ré mineur
- Et Jesum (S), Andantino, 
 en si  majeur
- O clemens (SA), Lento 
 en fa mineur

## Manuscrits
- Naples, Bibliothèque du Conservatoire San Pietro a Majella, I-Nc (MR. 3134) (fin du XVIIIe siècle)
- Milan, I-Mc (L-22-30, fonds Noseda) (seconde moitié du XIXe siècle)

## Partitions modernes
- Salve Regina, éd. de Jean-Christophe Michel, réalisation du continuo Jean-Louis Roblin, Symétrie 2001[3] (BNF 39642047), (ISMN M-2318-0002-9)
- Salve Regina, Éditions Musicales Rubin (ISMN 979-0-56014-108-4)

## Discographie
- Salve Regina [V] ; Stabat Mater [I] - Véronique Diestchy, soprano ; Alain Zaepffel, contreténor ; Ensemble Gradiva (7-9 août 1988, Adda 581048 / Accord)[4] (OCLC 715318623)
- Salve Regina [V] - June Anderson, soprano ; Cecilia Bartoli, mezzo-soprano ; Sinfonietta de Montréal, dir. Charles Dutoit (octobre 1991, Decca 436 209-2) (OCLC 844909912) — avec le Stabat Mater et le Salve Regina de Pergolèse
- Salve Regina [V] ; Motets - Véronique Gens, soprano ; Gérard Lesne, alto ; Il Seminario musicale (1993, Virgin 5 45103 2)[5] (OCLC 77260613)
- Salve Regina [V] ; Nisi Dominus... - Gemma Bertagnolli, soprano ; Sara Mingardo, contralto ; Concerto de ́Cavalieri, dir. Marcello Di Lisa (2008, CPO 777 476-2) (OCLC 724574374)